# Wilhelm Heinrich von Thulemeyer

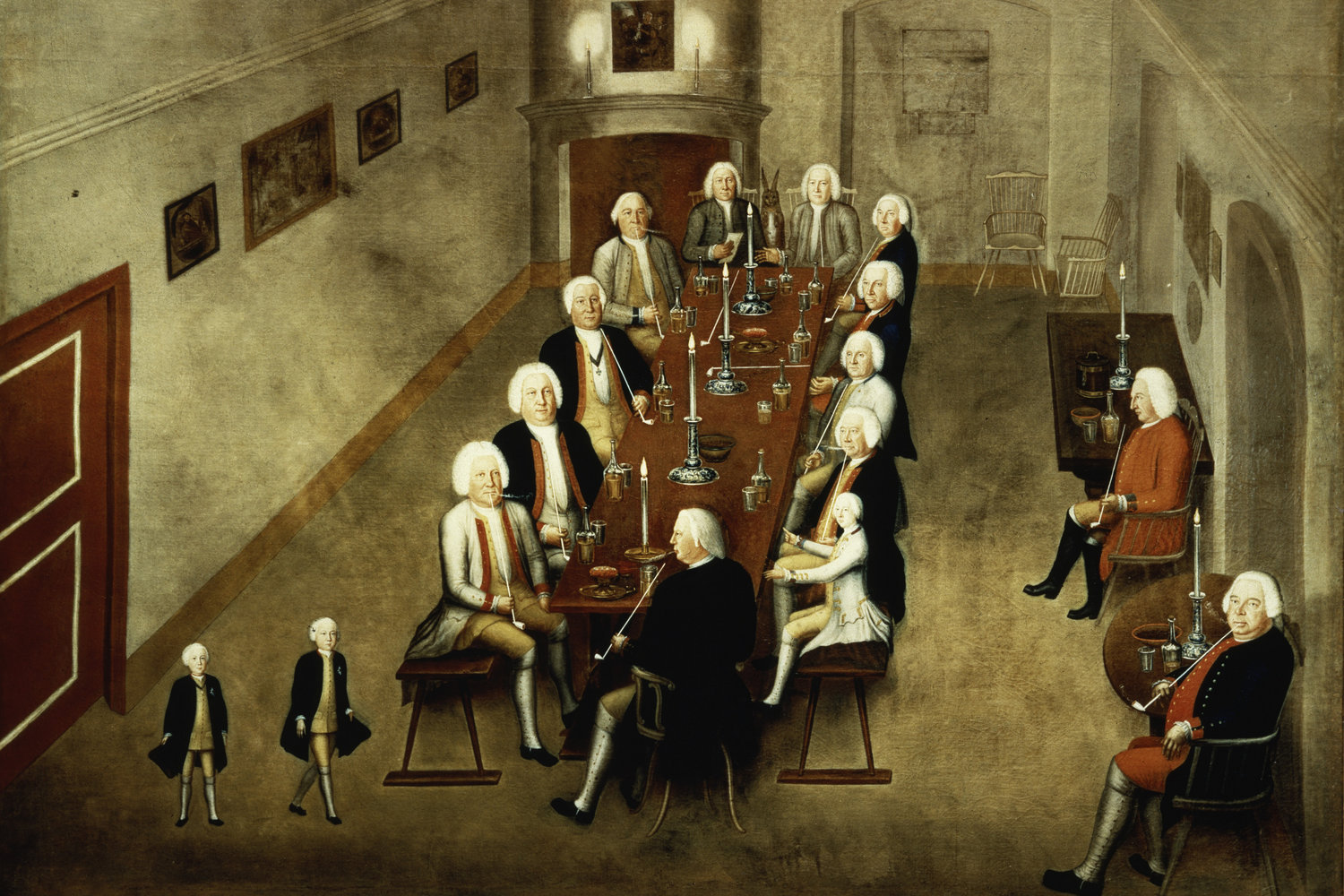
Tabakskollegium Friedrich Wilhelms I. von Preußen, 1737

Wilhelm Heinrich Thulemeyer (* 6. Januar 1683 in Minden, Westfalen; † 4. August 1740 in Berlin; ab 1728 von Thulemeyer, auch Thulemeier) war königlich preußischer Justizminister, ab 1731 preußischer Staats- und Kriegsminister. Thulemeyer war Mitglied des Tabakskollegium.

## Leben
Er entstammte einem ursprünglich um 1560 im Fürstentum Lippe ansässigen Geschlecht, das mit dem Horner Ratsherrn Gadecke Thulemeier († 1563) urkundlich erstmals erscheint, und war der Sohn des Steuersekretärs und späteren Direktors der Kriegs- und Domänenkammer in Minden Konrad Wilhelm Thulemeier († 1728) und dessen Ehefrau N.N. Ilgen.
1711 begann Thulemeyer seine preußische Beamtenlaufbahn als Geheimer Sekretär seines Onkels, Heinrich Rüdiger von Ilgen bei der königlichen Staatskanzlei. Er beschäftigte sich mit der Erziehung eines Grafen von Lippe-Schaumburg. Thulemeyer wurde preußischer Geheimrat und Staatssekretär und übernahm die Aufsicht über das Staats- und Kabinettsarchiv sowie die Zensur der Berliner Zeitungen. Seit 1719 war er preußischer Justizminister; in dieser Funktion wurde Thulemeyer Dezember 1728 in den preußischen Adelsstand erhoben. Im Jahr 1731 wurde er zum preußischen Staats- und Kriegsminister ernannt. Von 1733 bis zu seinem Tod gehörte er zu den Direktores des Königlich Joachimsthalschen Gymnasiums. Auszuschließen ist nicht, dass Teile der Musikaliensammlung seines Sohnes bereits auf einen ehemaligen Musikalienbesitz des Vaters zurückgehen. Die Familie bewohnte in dieser Zeit ein Haus auf dem Friedrichswerder, in der Ober-Wallstraße.
Thulemeyer, Kaspar Wilhelm von Borcke und Friedrich Ernst zu Innhausen und Knyphausen beschäftigten sich 1729 mit einem Ehekandidaten für Wilhelmine von Preußen. Ihre Mutter strebte eine engere Verbindung mit dem englisch-hannoveranischen Königshaus an und arrangierte eine Verlobung Wilhelmines mit ihrem Neffen Friedrich Ludwig von Hannover, während ihr kaisertreuer Vater eine Annäherung an das Haus Habsburg präferierte. Der Versuch scheiterte und Wilhelmina heiratete Friedrich III., Markgraf von Bayreuth.
Thulemeyer heiratete am 13. Dezember 1719 Anna Louise Laging, eine Tochter des Salzfaktors Laging. Anschließend heiratete er am 30. Mai 1727 die wohlhabende Ernestine Rosine Schilden (* 1705/1706; † 1789) aus Hannover geheiratet. Als ihr Mann überraschend starb, wurde sie im Alter von erst 34 Jahren zur Witwe. Aus dieser Ehe stammen Eleonore Friderique und der spätere preußische Botschafter in Den Haag und Justizminister Friedrich Wilhelm von Thulemeyer (1735–1811), Patenkind von Friedrich Wilhelm I. von Preußen.